# 유효정당수
유효정당수는 정당체제의 정당수를 측정하는 개념으로, 정당의 상대적 크기로 가중치를 부여해 정당의 수를 측정한다. 정당의 상대적 크기는 정당별 득표수나 정당별 의석수를 기준으로 삼는다. 이러한 측정은 국가간 선거제도를 비교하는 데 있어 매우 유용하다. 모든 정당의 상대적 크기가 같으면 실제 정당수와 유효정당수가 같아진다. 그렇지 않은 경우 유효정당수는 실제 정당수보다 작아진다. 유효정당수는 정당체제의 분절도를 측정하기 위해 사용된다.
유효정당수에 대한 대안개념은 크게 2가지가 있다. 하나는 소수 정당에 가중치를 부여하는 존 와일드전(John K. Wildgen)의 초분절화 지수(index of hyperfractionalization)이고, 다른 하나는 거대 정당에 가중치를 부여하는 후안 몰리나르 지수(Juan Molinar's index)이다.

## 공식
락소(Laakso)와 타게스페라(Taagepera) (1979)가 제시한 방법에 의하면 유효정당수를 구하는 공식은 다음과 같다.
| {\displaystyle N={\frac {1}{\sum _{i=1}^{n}p_{i}^{2}}}} |

여기에서 n은 최소 1석이나 1표를 얻은 정당의 수이다. {\displaystyle p_{i}^{2}}는 해당 정당의 득표율 또는 의석 점유율의 제곱이다.
최근 골로소프(Golosov,2010)가 제시한 새로운 계산법에 의한 공식은 다음과 같다.
| {\displaystyle N=\sum _{i=1}^{n}{\frac {p_{i}}{p_{i}+p_{1}^{2}-p_{i}^{2}}}} |

위의 공식은 다음과 같이 변환이 가능하다.
| {\displaystyle N=\sum _{i=1}^{n}{\frac {1}{1+(p_{1}^{2}/p_{i})-p_{i}}}} |

여기에서 n은 정당의 수이고, {\displaystyle p_{i}^{2}}는 각 정당의 득표율이나 의석점유율의 제곱이고, {\displaystyle p_{1}^{2}}은 제1당의 득표율이나 의석점유율의 제곱이다.

## 결과 비교
두 계산방식에 따라 8개의 가상상황에서 유효정당수를 구하면 다음과 같다.
| 상황 | 제1당 득표율/점유율 | 기타 정당 득표율/점유율              | N, 락소-타게스페라 | N, 골로소프 |
| ---- | ------------------- | ------------------------------------ | ------------------ | ----------- |
| A    | 0.75                | 0.25                                 | 1.60               | 1.33        |
| B    | 0.75                | 0.1, 15개의 0.01인 정당              | 1.74               | 1.42        |
| C    | 0.55                | 0.45                                 | 1.98               | 1.82        |
| D    | 0.55                | 3개의 0.1인 정당, 15개의 0.01인 정당 | 2.99               | 2.24        |
| E    | 0.35                | 0.35, 0.3                            | 2.99               | 2.90        |
| F    | 0.35                | 5개의 0.1인 정당, 0.01인 15개 정당   | 5.75               | 4.49        |
| G    | 0.15                | 5개의 0.15인 정당, 0.1               | 6.90               | 6.89        |
| H    | 0.15                | 7개의 0.1인 정당, 15개의 0.01인 정당 | 10.64              | 11.85       |